# Erebango
Erebango é um município brasileiro do estado do Rio Grande do Sul, emancipado em 11 de abril de 1988.

## Topônimo
"Erebango" é uma palavra de origem caingangue que significa "campo grande", através da junção dos termos rê ("campo") e mbâgn ("grande").

## História
Os primeiros colonizadores de origem europeia chegaram no fim do século XIX e o rápido crescimento da pequena colônia deu-se pela riqueza florestal e pelas terras férteis. O bom terreno propiciou o desmatamento das matas (principalmente Araucaria angustifolia), que, desde o século IX, eram habitadas pelos índios caingangues. Por volta de 1910, com a construção da estação ferroviária e da ligação ferroviária entre Passo Fundo e Marcelino Ramos, começou a diversificação étnica da vila Erebango, através da chegada de famílias judaicas, alemãs, caboclas, italianas, polonesas e ucranianas. Desde então, a cidade tem, no setor primário, sua principal fonte de renda.

### Emancipação
Até 1988, Erebango pertencia ao município de Getúlio Vargas, bem como outros quatro distritos: Estação Getúlio Vargas, Floriano Peixoto, Ipiranga do Sul e Souza Ramos. A Lei Estadual Número 8 253, de 12 de novembro de 1986, autorizou a consulta plebiscitária para a criação no novo município de Estação. Porém, os líderes dos distritos de Erebango e Ipiranga do Sul não concordaram e fizeram assembleias, comissões e abaixoassinados entre a população contra o novo município.
No início do ano de 1987, às vésperas da campanha política da administração municipal de Getúlio Vargas, continuavam divergências e atritos partidários entre os políticos dos distritos. Para ocorrer uma conciliação ou um acordo que ficasse a contento de todos, o deputado Hélio Musskopf, presidente da Comissão de Estudos Municipais, acompanhado pelo deputado Antonio Lorenzi, sugeriu que houvesse a emancipação dos três distritos.
Os três distritos, surpresos com a proposta, mas satisfeitos, organizaram suas comissões de emancipação e demais documentos para solicitar os plebiscitos. A documentação foi avaliada e aprovada e a autorização para a consulta à população quanto ao desejo de emancipar os distritos foi contemplada em Erebango pela Lei Número 8 368, de 29 de setembro de 1987.

## Curiosidades
Erebango é terra natal de alguns gaúchos de importância nacional, como: Maurício Sirotsky Sobrinho, Odacir Klein,  Jessé Silva (músico e compositor), Xiruca (músico e compositor) entre outros.
Um ponto histórico do município é o Cemitério do Combate, que foi palco de um confronto revolucionário entre Ximangos e Maragatos na Revolução de 1923, e não na Revolução Farroupilha (1835-1845), como muitos confundem.